# Asia New Bay Area

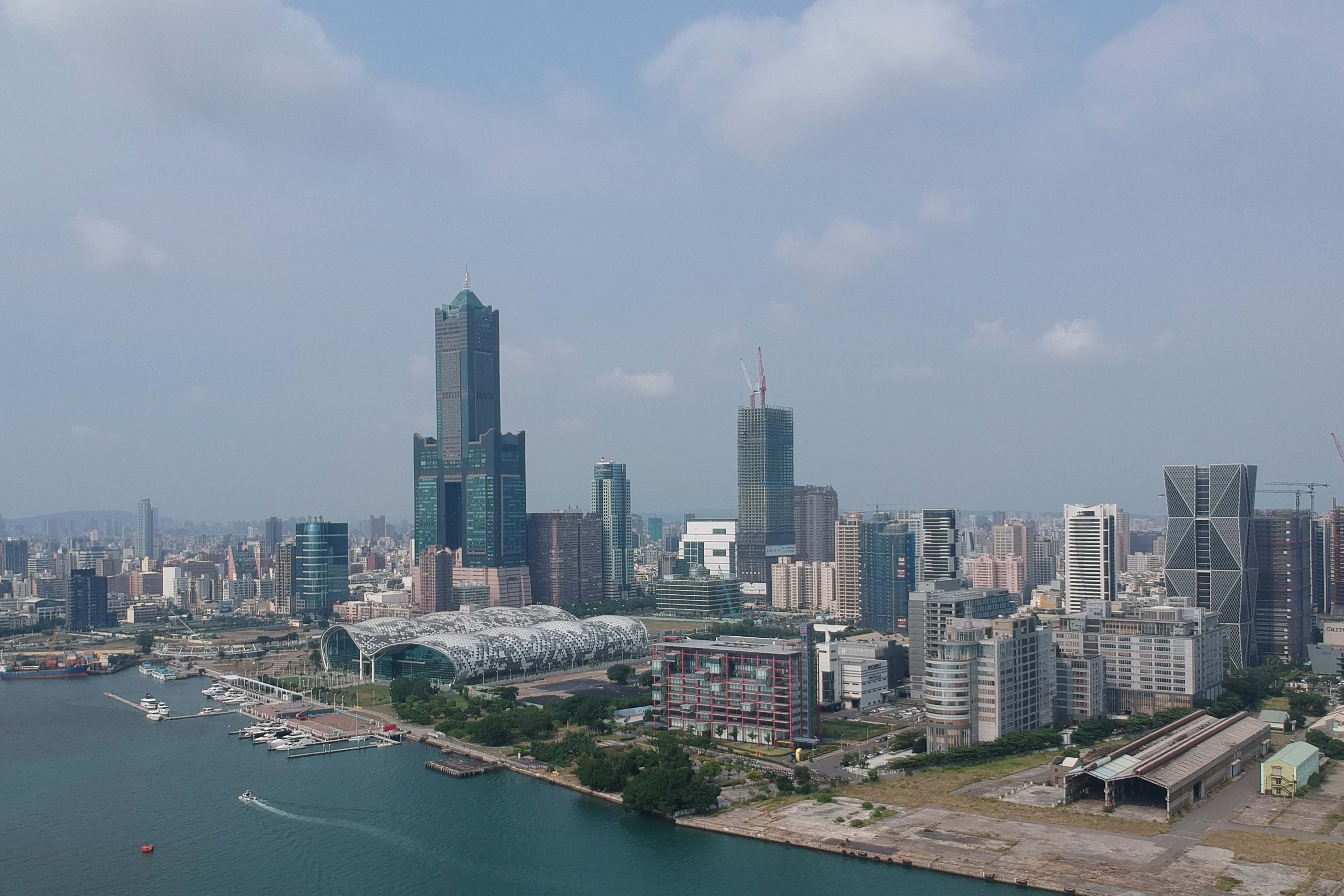
Asia New Bay Area

 (janvier 2021).
Si vous disposez d'ouvrages ou d'articles de référence ou si vous connaissez des sites web de qualité traitant du thème abordé ici, merci de compléter l'article en donnant les références utiles à sa vérifiabilité et en les liant à la section « Notes et références ».
L'Asia New Bay Area (également Asia's New Bay Area, New Bay of Asia, chinois: 亞洲新灣區 Yàzhōu Xīnwān Qū) est un site industriel, foire et culturel situé dans le port de la ville taïwanaise de Kaohsiung. Le terminal portuaire, le centre de culture maritime et de musique pop, le siège de la bibliothèque de la ville, le centre d'exposition et de conférence et la gare principale du premier tramway de Taïwan, Tramway circulaire de Kaohsiung, sont situés dans sa zone. Le projet Asia New Bay vise à rehausser le profil international de la ville de Kaohsiung et à attirer les investisseurs étrangers. Les travaux de construction ont commencé les uns après les autres à partir de 2011; certaines installations sont encore en construction ou finis. L'investissement total est d'environ 30 milliards de dollars taïwanais (plus d'un milliard de dollars américains en 2012). D'autres installations sont prévues.

## Emplacement et installations
L'Asia New Bay Area est située au Port de Kaohsiung ou à proximité immédiate. Le site de 500 acres s'étend sur des parties des districts de Gushan, Yancheng, Lingya et Cianjhen. Les installations sont situées sur des propriétés précédemment utilisées industriellement qui ont été libérées par la refonte et la rationalisation du port de Kaohsiung et qui étaient maintenant en jachère.

### Terminal portuaire
Le terminal portuaire s'étend du Quai 18 au Quai 21 du port et comprend un bâtiment administratif, une salle de conférence et trois quais. La taille du terminal est suffisante pour accueillir deux navires de croisière de 225.000 tonnes en même temps. La construction du terminal devrait démarrer en novembre 2014 et l'ouverture était en juin 2017.

### Le centre d'expositions et de conférences de Kaohsiung

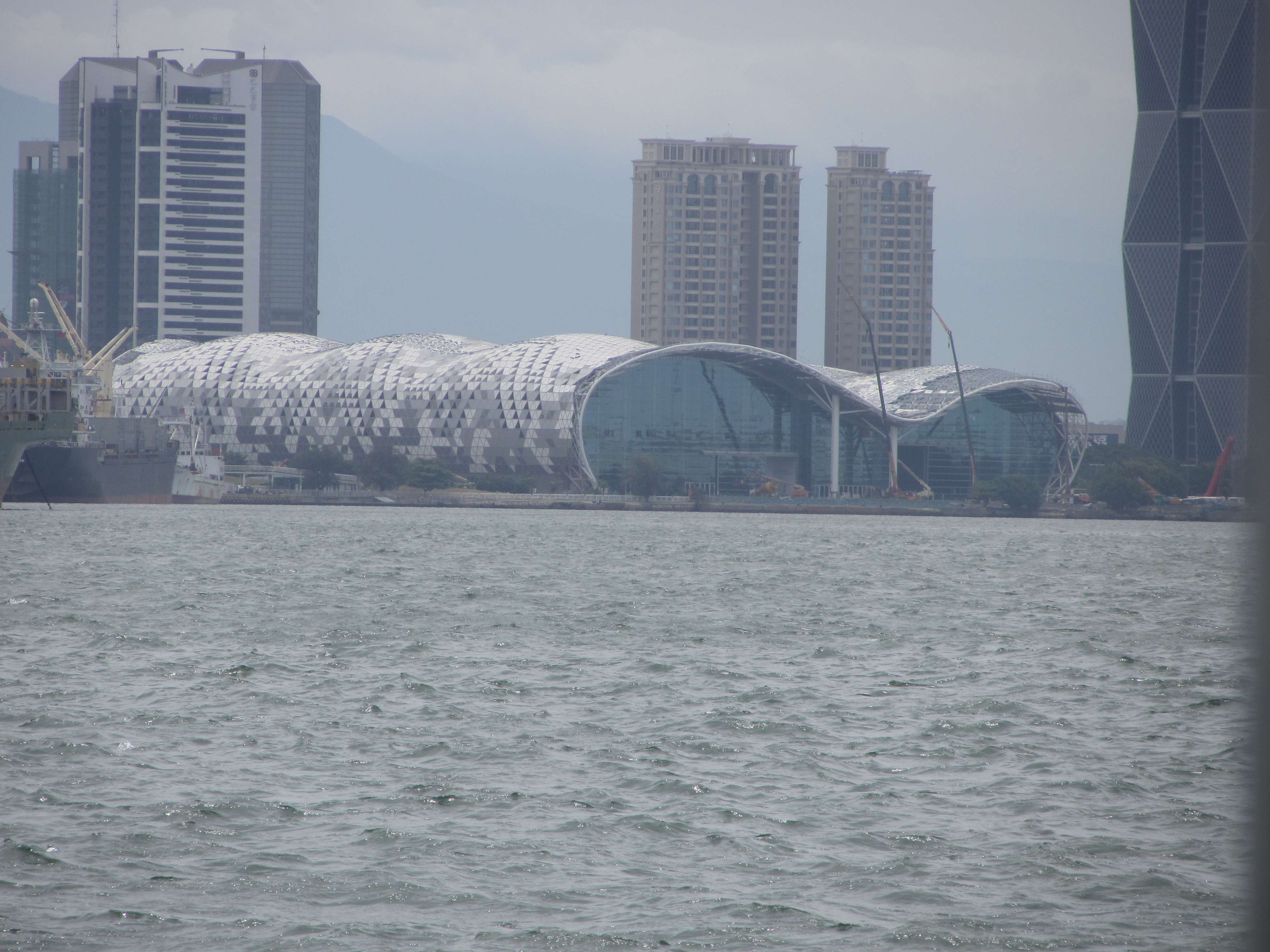
Le centre d'exposition et de conférence

Le centre d'expositions et de conférences de Kaohsiung offre un espace pour 1500 stands de mesure standard, une salle de conférence pour 2000 participants, deux salles de conférence pour 800 participants et dix pour 20 à 40 participants. La construction a commencé en octobre 2011 et le bâtiment fini a été ouvert le 18 octobre 2013. La première foire commerciale qui s'est tenue ici a été le «Taiwan International Fastener Show» pour le système de fixation le 14 avril 2014. À proximité immédiate du centre se trouve le bâtiment moderne de grande hauteur avec le siège de la China Steel Corporation Headquarters.

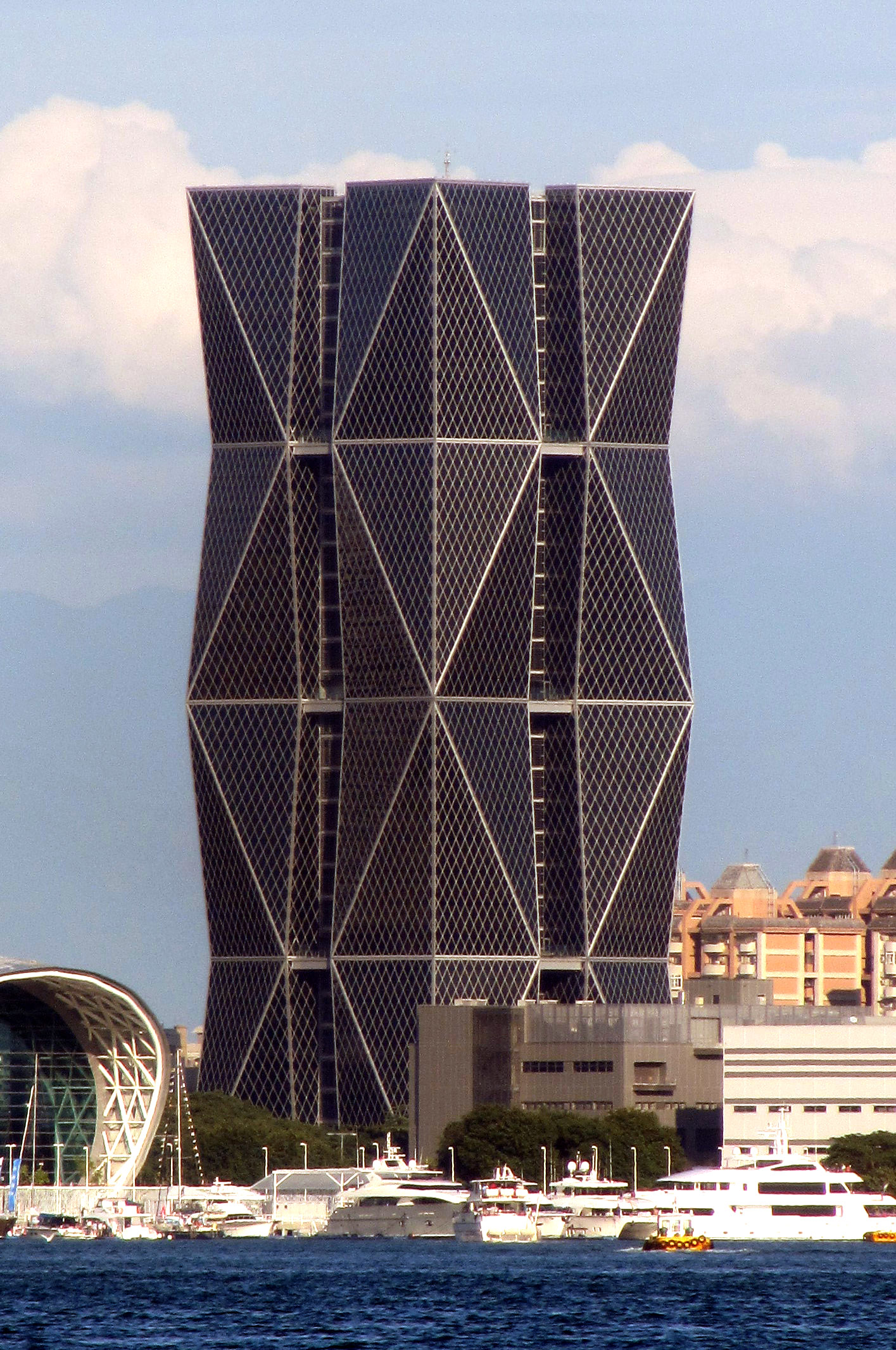
China Steel Corporation Headquarters

### Le centre de culture maritime et de musique pop
Les terrains du centre s'étendent du Pier 11 au Pier 15 du port. Il se compose d'une salle de concert extérieure pour 12 000 spectateurs, d'une salle de concert intérieure pour 6 000 spectateurs et de six petites salles de concert pour 150 à 400 spectateurs. Il comprend également un centre d'exposition de la culture marine, un parc aquatique, une piste cyclable et un marché culturel et créatif. L'achèvement était en 2017.

### Le siège de la bibliothèque municipale
La zone d'une superficie de 20 000 mètres carrés abrite la plus grande bibliothèque publique de Taiwan. Il s'agit d'un Green Building de huit étages et d'un sous-sol. L'inventaire des livres est supérieur à 1 million de volumes. La bibliothèque comprend un département de livres d'images internationaux et un théâtre pour enfants, le premier du genre dans le pays. Le complexe devrait ouvrir ses portes à la fin de 2014.

### Tramway circulaire

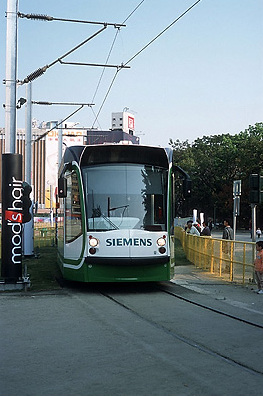
Tramway circulaire de Kaohsiung

Le Tramway circulaire de Kaohsiung est le premier tramway de Taïwan. Il comprend 36 stations et son itinéraire longe les sites touristiques de Kaohsiung.

## Liens web
- Bref portrait sur le site Web de la ville de Kaohsiung
- Informations du Bureau d'urbanisme de Kaohsiung (en chinois)
- Animation vidéo sur le projet de construction sur YouTube